# Tu chính án Case–Church
Tu chính án Case–Church là một tu chính án được Quốc hội Hoa Kỳ thông qua vào năm 1973 cấm chính phủ Hoa Kỳ hoạt động quân sự tiếp tục tại Việt Nam, Lào và Campuchia. Điều này chấm dứt can thiệp quân sự trực tiếp của Mỹ trong chiến tranh Việt Nam, mặc dù Hoa Kỳ vẫn đã tiếp tục cung cấp trang thiết bị quân sự và hỗ trợ kinh tế cho chính phủ Việt Nam cộng hòa. Tu chính án này được đặt tên cho hai nghị sĩ đề xuất ra dự thảo luật, Thượng nghị sĩ Clifford P. Case (R-NJ) và Frank Church (D-ID). Tỷ lệ bỏ phiếu thông qua tu chính án là 48-42 tại Thượng viện Mỹ trong tháng 8 năm 1972, nhưng được biểu quyết lại sau cuộc bầu cử năm 1972. Nó được trình lại vào ngày 26 tháng 1 năm 1973 và được chấp thuận bởi Ủy ban Đối ngoại Thượng viện Hoa Kỳ vào ngày 13 tháng 5. Khi khả năng trở nên rõ ràng rằng bản tu chính án sẽ được thông qua, Tổng thống Richard Nixon và Ngoại trưởng Henry Kissinger, hành động theo đề nghị của Thượng nghị sĩ California Alexander Ware, vận động hành lang một cách quyết liệt để có thời hạn áp dụng kéo dài. Tu chính án này đã được Quốc hội Hoa Kỳ thông qua vào tháng Sáu với tỷ lệ 278-124 trong Hạ viện, và 64-26 tại Thượng viện. Mặc dù lực lượng bộ binh Hoa Kỳ đã được rút về trước đó theo một chính sách được gọi là Việt Nam hóa chiến tranh, việc ném bom vẫn tiếp tục cho đến ngày 15 tháng 8 năm 1973, thời hạn được thiết lập bởi tu chính án.